# Humanizmus

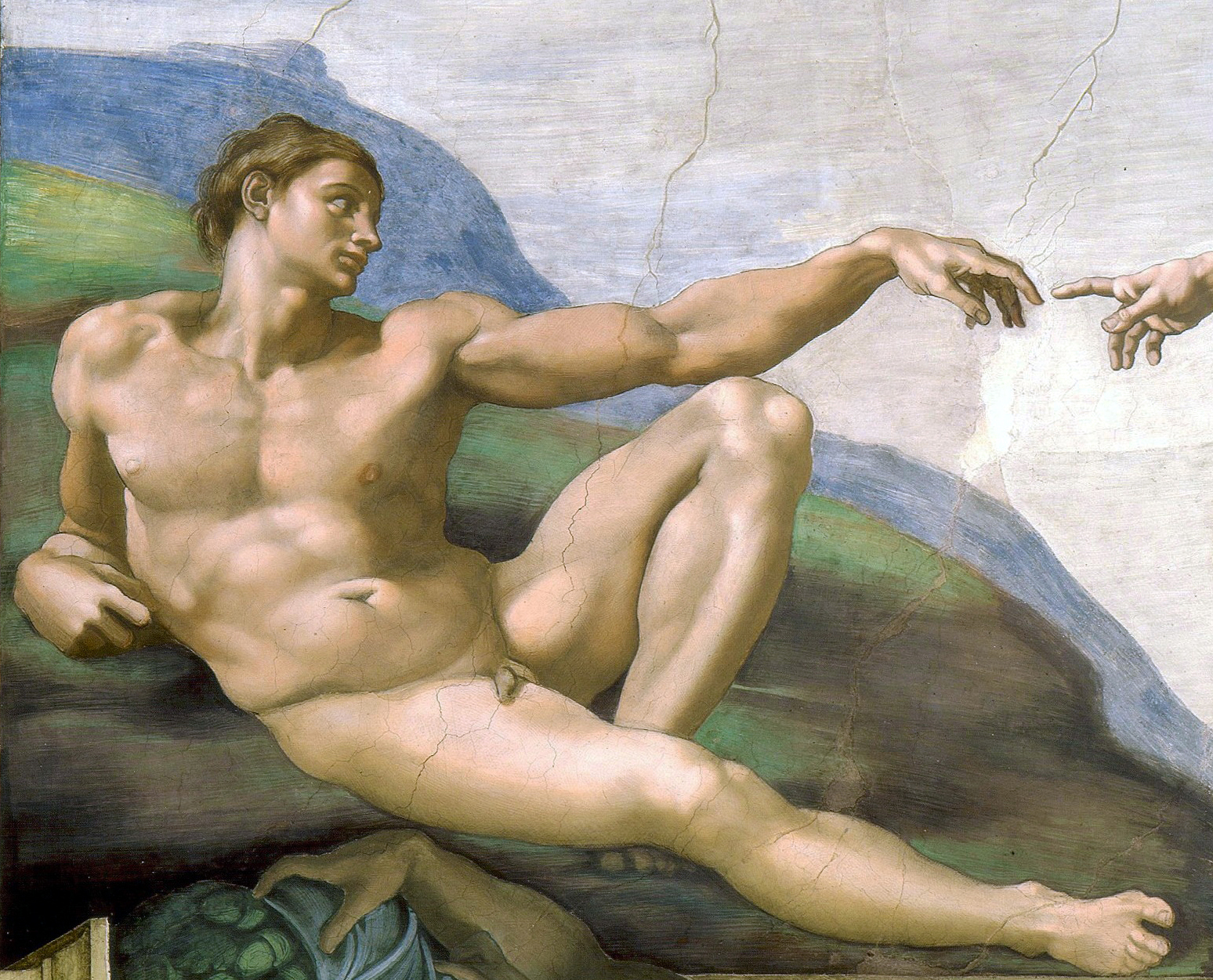
Michelangelo Buonarroti: Ádám teremtése (freskórészlet)

A humanizmus az érett európai középkor egyik nagy hatású filozófiai irányzata, egyben a reneszánsz korstílus eszmei háttere volt. Lényege körülbelül úgy foglalható össze, hogy mindennek mértéke az ember, ami nagy fordulat volt a korábbi istenközpontúsághoz képest. A humanizmus nem járt együtt katekizmussal, de jóval nagyobb hangsúlyt helyezett az e világi létre, mint korábban. Gyökerei az erős polgári hagyományokkal rendelkező Itáliába nyúlnak vissza, melynek hajósai, bankárai és kereskedői a keresztes háborúk során jelentős vagyonra és ismeretekre tettek szert.

## A humanizmus szó jelentése és használata
A humanizmus szó a studia humanitatis (az emberre vonatkozó tanulmányok) kifejezésből származik, amely a reneszánsz idején a görög-római kultúra tanulmányozását jelentette. A jelenben ismert formájában a 19. században lett ismert, átfogóan jelölve minden olyan gondolkodói beállítottságot, amely a természet rendjében az ember fontosságát hangsúlyozza. Napjainkban a kifejezés többé-kevésbé azonos jelentésű az ateizmussal vagy a világi racionalizmussal, de ismert úgy is, mint olyan gondolkodás, amelynek előfeltevése szerint az ember és a természet között ontológiai különbség áll fenn, s ezért az ember elsőbbséget élvez a társadalom, a történelem és a kultúra értelmezésében (ld. Feuerbach, a fiatal Marx, a fenomenológia, és az egzisztencializmus).

## Sajátosságok

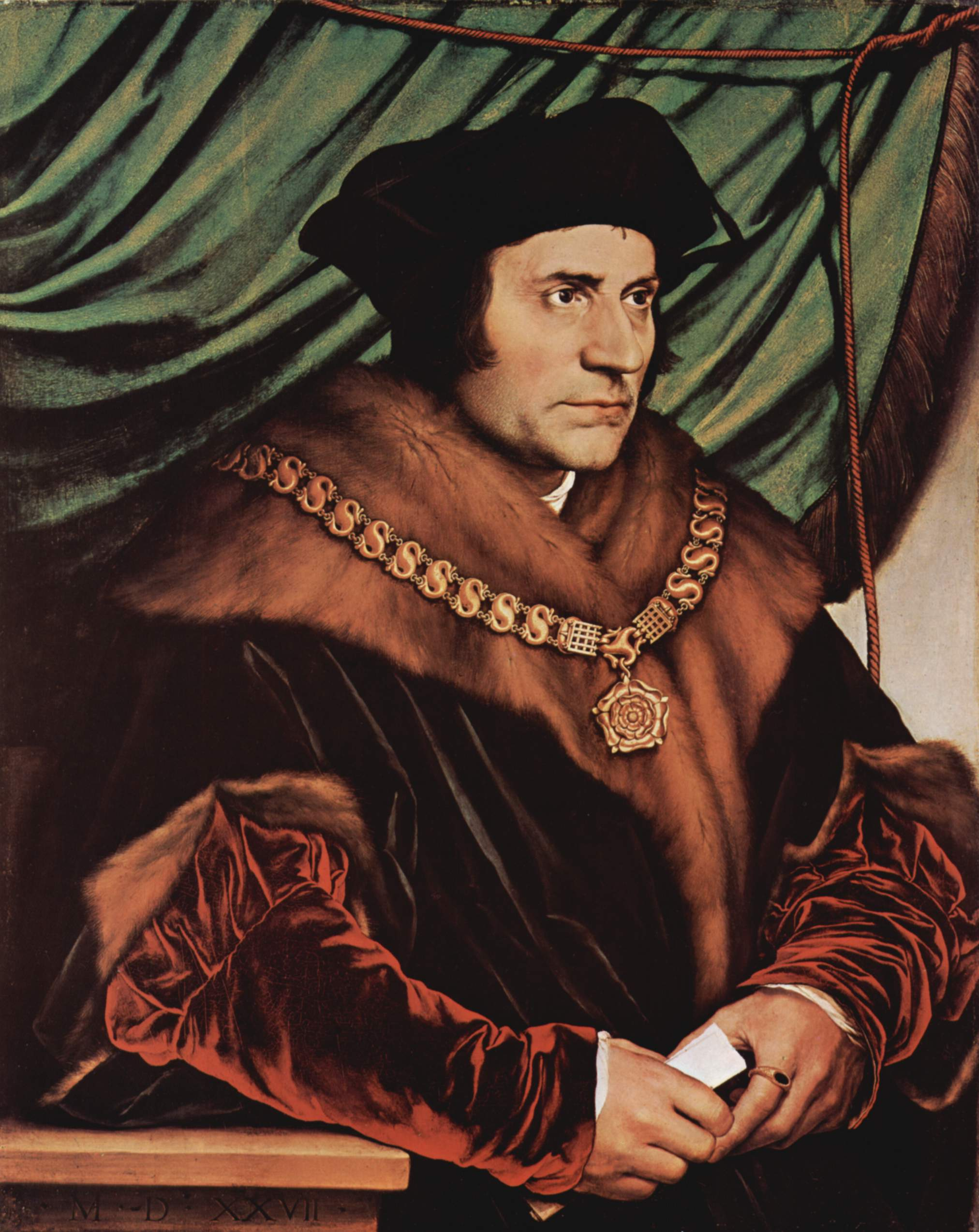
Morus Tamás

A reneszánsz során a filozófiával, művészetekkel és irodalommal való foglalatosság mellett is tovább élt a tudományos elmaradottság. A klasszikus források iránti hódolat tovább őrizte Arisztotelész és Ptolemaiosz nézeteit is a világegyetemről. Egyúttal a természetet a humanizmus is élő lélekkel rendelkező teremtménynek kezelte, amit nem törvények vagy a matematika irányít és a filozófia is sokat vesztett szigorúságából, amikor a logikai törvényeket és a dedukciót másodlagosnak tekintette a megérzéshez vagy az érzelmekhez képest. A humanizmus a középkori világnézettel szemben álló újkori eszmerendszer akart lenni, amely az úgynevezett itáliai reneszánsz mozgalmával kezdődött. A tudománynak, a reneszánsz gondolkodással ellentétben – kivéve olyan gondolkodókat, mint Leonardo da Vinci és néhány más tudóst – fontos szerepe jutott. Mindez főként annak volt köszönhető, hogy a babonákat, a hiedelmeket egyre inkább kezdték kiszorítani a tudományos megfigyelések, felfedezések.
A humanista gondolkodás szerint az embernek vannak olyan, csak sajátosan őrá jellemző minőségei és képességei, amelyek produktumai – történelmi események, irodalmi művek, gazdasági rendszerek – nem vethetők alá az általánosan elfogadott tudományos magyarázatok objektív elemzéseinek. Ismeretelméletileg az emberre mint szubjektumra utalnak, amely eszerint a tapasztalat tere és az ismeret forrása; politikailag pedig a cselekvő embert hangsúlyozták, aki a történelmi folyamatok irányítója.
A humanizmus egész áramlata alapvetően irodalmi jellegű volt, amit főként az ókori beszédkészség csodálata jellemzett. Így a nyelv (nyelvtan, retorika, dialektika) a humanista gondolkodás központi témája volt, amelyet az ókori szövegek újrakiadásának filológiai munkája is ösztönözött.

### A humanizmus viszonya a valláshoz
A humanista gondolkodók közül jó néhányan bevallottan szabadgondolkodók voltak, ennek ellenére az egyház főbb szertartásain, mint a keresztelés, vagy az utolsó kenet részt vettek. Legtöbbjük elítélte és szóvá tette a pápák elvetemültségét, ugyanakkor örömmel fogadták el a tőlük felkínált hivatalt. Francesco Guicciardini (1483 – 1540) olasz történetíró 1529-ben a következőket írta erről a problémáról: „Senkiben sem kelt nagyobb idegenkedést, mint bennem a papok becsvágya, kapzsisága és kicsapongása, azért is, mert ezeknek a bűnöknek a mindegyike gyűlöletes, de azért is, mert egyikük is vagy valamennyiük is kevéssé illik egy olyan emberhez, aki azt vallja magáról, hogy Istentől különösen függő rendhez tartoznak, leginkább pedig azért, mert ezek a bűnök egymással annyira ellentétesek, hogy együtt csak egészen különös egyénekben fordulnak elő. Mindazonáltal az az állás, amelyet több pápánál is elfoglaltam, arra kényszerített, hogy magam haszna érdekében a pápák nagyságát kívánjam. Ha ez nincsen, Luther Mártont úgy szerettem volna, mint önmagam, nem azért, hogy szabaduljak azoktól a törvényektől, amelyeket a kereszténység úgy, ahogyan közönségesen magyarázzák és értik, reánk rak, hanem, hogy a gonosztevőknek azt a seregét (questa caterva di scelerati) az őket megillető határok közé utasítva lássam úgy, hogy büntetlenül, hatalmuktól megfosztva kelljen élniük.” (Jacob Burckhardt: A reneszánsz Itáliában, VI. rész, 2. fejezet)
A legtöbb 14.- 15. században élt humanista gondolkodó megtartotta azokat a babonás hiedelmeket. Bertrand Russell a következőket mondta erről:„A mágia és a boszorkányság bűnös dolog, de nem tartották lehetetlennek őket. VIII. Ince pápa 1484-ben kibocsátott egy bullát a boszorkányság ellen, aminek hatására Németországban és másutt félelmetes boszorkányüldözések kezdődtek. Az asztrológiát különlegesen a szabadgondolkodók tartották becsben, annyira divatba jött, mint az ókor óta semmikor. Az egyháztól való függetlenedés első eredménye nem az volt, hogy megpróbálta megtanítani az embereket a racionális gondolkodásra , hanem, hogy megnyitotta őket mindenféle ókori ostobaság befogadására.” (Bertrand Russell: A nyugati filozófia története, 420. o.)

## A humanizmus vívmányai
A görög munkák megismerésével, a kéziratok összegyűjtésével, miután könyvtárakat és múzeumokat hoztak létre, elérkezett a könyvnyomtatás hajnala. A görögről és latinról kortárs nyelvekre fordított szövegek szerte Európában fogékony közönségre találtak.

## Főbb képviselők

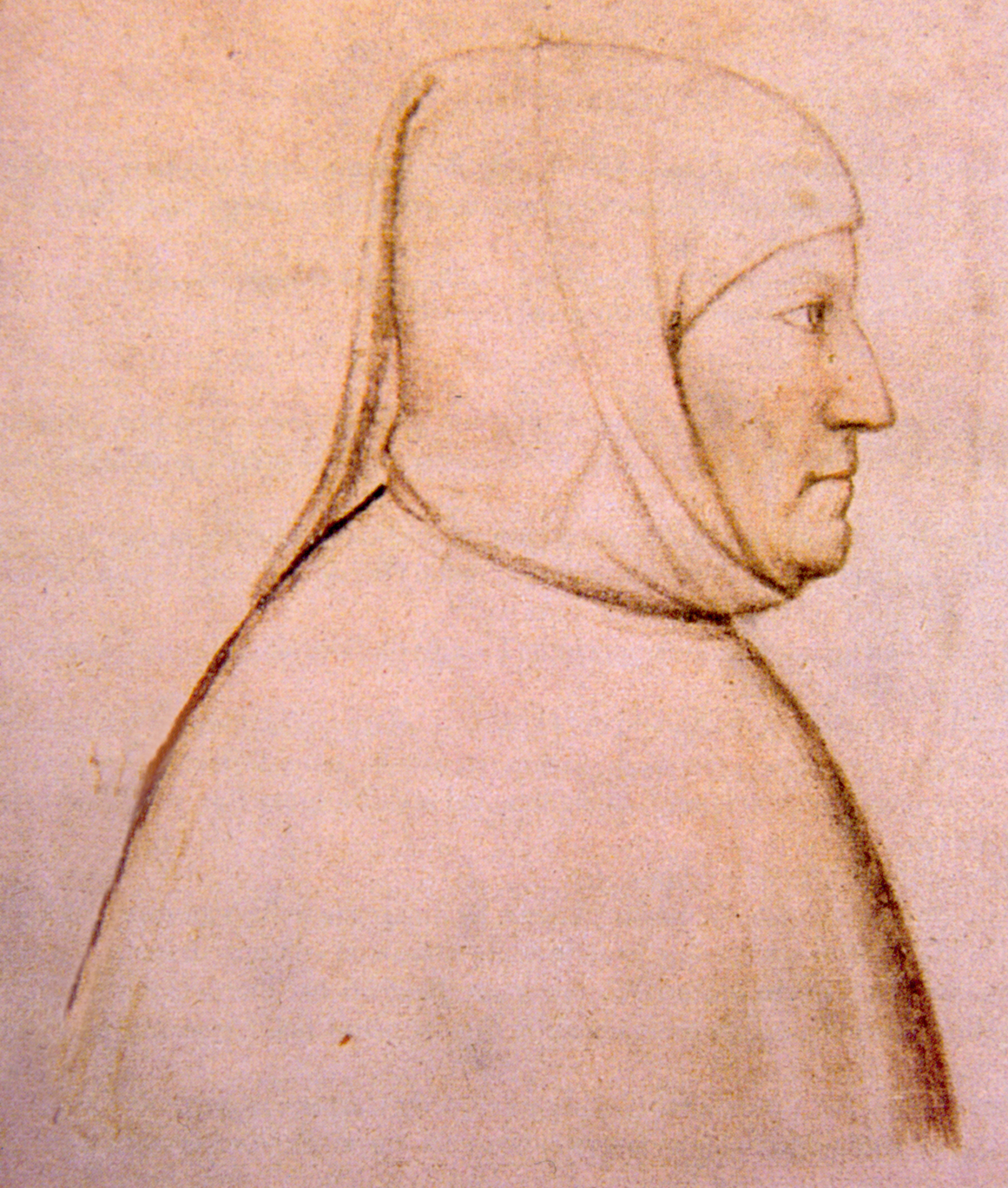
Francesco Petrarca

Francesco Petrarca (1304–1374) akit a humanizmus alapítójának tartunk, az embert az önálló döntés és gondolkodás képességével rendelkező racionális és érző lénynek tekintette. E nézete ellentétes volt a katolikus egyház nézeteivel, amelyeknek mindig a lélek volt az egyetlen és mindenekfeletti valósága. A humanizmus azonban az embert eredendően jónak látta, ami eltért a kereszténység eredendő bűnről és annak megváltásáról szóló tanaitól. Petrarca a klasszikus latin mellett a görög irodalom megismerését is bátorította. Ebben fontos lépés volt az ókori kéziratok előkerülése, amelyek közül több elveszett vagy feledésbe merült. Ezeket a törekvéseket a vagyonos itáliai előkelőségek, kereskedőfejedelmek és urak is nagylelkűen támogatták és komoly összegeket fordítottak könyvtárak építésére. A múlt felfedezése divatossá, sőt a társadalom felsőbb osztályaiba való belépéshez szükséges szenvedéllyé vált.
Az észak-európai humanizmus legjelentősebb képviselője Rotterdami Erasmus (1469–1536) volt, aki a keresztény filozófia és az ókori humanizmus összekapcsolódását szerette volna létrehozni. Erasmus szerint az élet sokoldalúságában, ellentétességeiben mutatkozik meg, ezért az emberi bölcsességnek semmit sem kell kizárnia, ugyanakkor az ellentétek kibékítésére kell törekednie. E tanításai a vallási toleranciának nyitott új utat, így a vele baráti viszonyban lévő Morus Tamás (1478–1535) egy olyan utópisztikus államideált tanított, mely a vallási tolerancián, általános boldogságon és a magántulajdon megszüntetésén alapult.
A humanizmus magyar képviselője: Janus Pannonius azaz magyar nevén Csezmicei János volt. Leghíresebb, az ókori műfajnak teljesen megfelelő, összesen négy sorból álló hexameterben írt epigrammája a Pannonia dicsérete címet viseli.

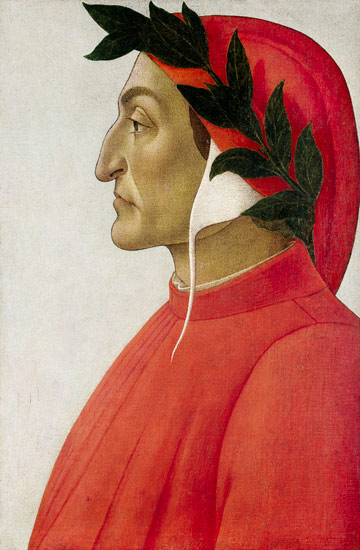
Dante Alighieri, Sandro Botticelli festménye (tempera) 1495-ből

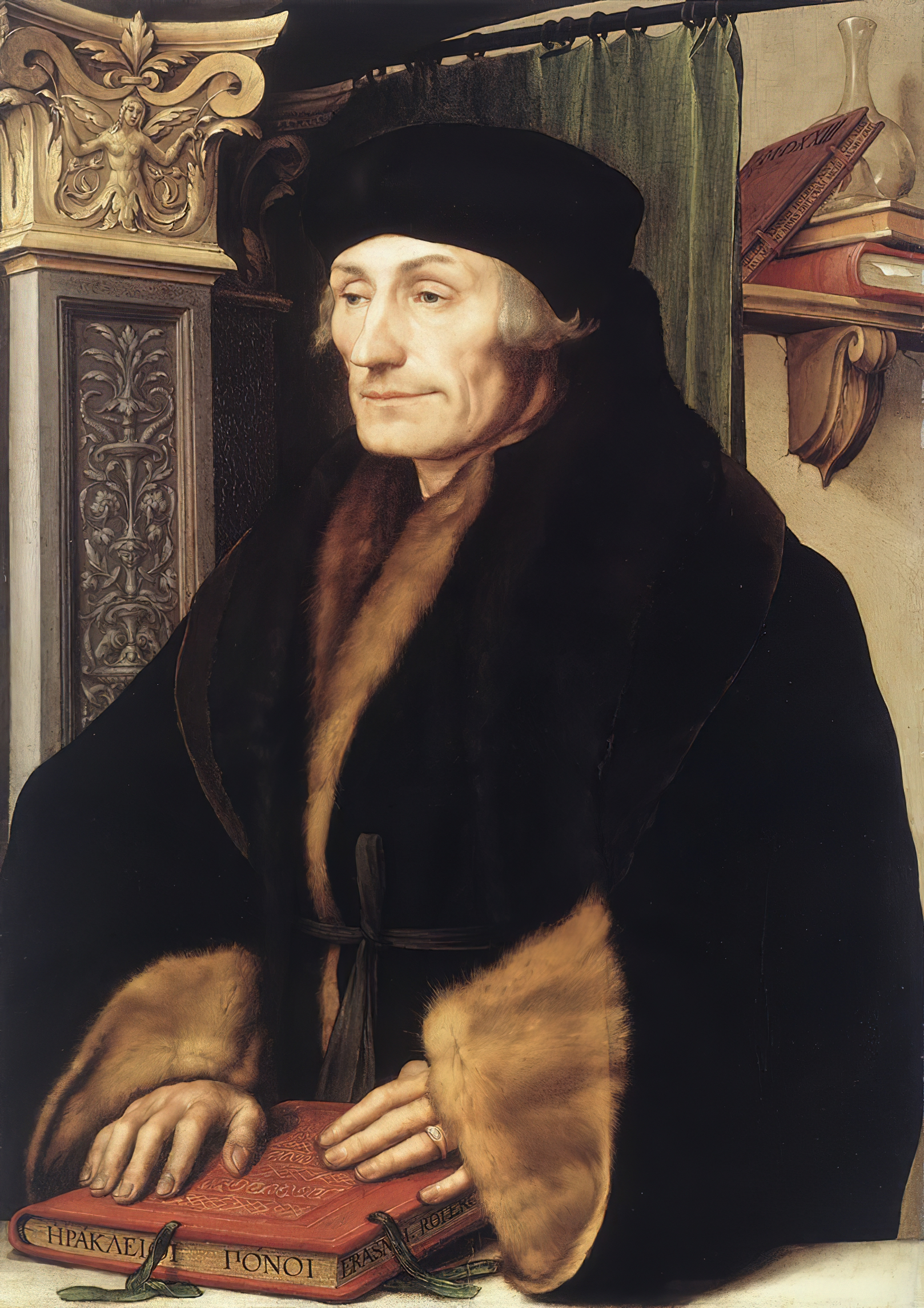
Erasmus ifjabb Hans Holbein festményén, 1523-ban

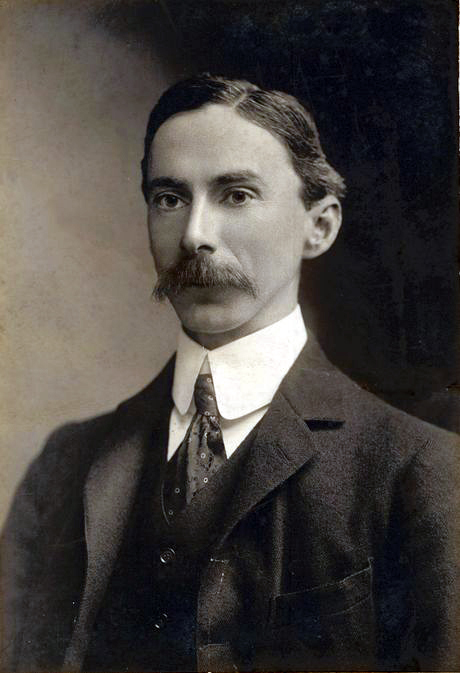
Russell 1907-ben

### Korai humanisták
- Dante Alighieri (1265-1321)
- Francesco Petrarca (1304-1374)
- Giovanni Boccaccio (1313 –1375)
- Coluccio Salutati (1331-1406)
- Johannes von Tepl (1342 vagy 1350-1414)
- Nikolaus von Kues (1401-1464)
- II. Piusz pápa (1405-1464)

### Kora újkori humanisták
- Peter Luder (1415-1472)
- Janus Pannonius (1434-1472)
- Rudolf Agricola (1443-1485)
- Martin Prenninger (1450-1501)
- Jakob Wimpheling (1450-1528)
- Johannes Reuchlin (1455-1522)
- Sebastian Brant (1457-1521)
- Conrad Celtis (1459-1508n)
- Bohuslaus Lobkowicz von Hassenstein (1461 -1510)
- Ulrich Zasius (1461-1535)
- Konrad Peutinger (1465-1547)
- Guillaume Budé, lat. Guglielmus Budaeus (1468-1540)
- Rotterdami Erasmus (1469-1536)
- Willibald Pirckheimer (1470-1530)
- Albrecht Dürer (1471-1528)
- Morus Tamás (1478-1535)
- Mikuláš Konáč z Hodiškova (1480-1546)
- Ulrich von Hutten (1488-1523)
- Konrad Heresbach (1496-1576)
- Philipp Melanchthon (1497-1560)
- Johannes Sturm (1507-1589)
- Nikolaus Cisnerus (1529-1583)

### Újhumanisták
- Johann Matthias Gesner (1691–1761)
- Johann August Ernesti (1707–1781)
- Johann Joachim Winckelmann (1717–1768)
- Christian Gottlob Heyne (1729–1812)
- Johann Gottfried Herder (1744–1803)
- Johann Wolfgang von Goethe (1749–1832)
- Friedrich August Wolf (1759–1824)
- Wilhelm von Humboldt (1767–1835)

### Modern kori humanisták
- Bertrand Russell (1872–1970)
- Thomas Mann (1875–1955)
- Albert Schweitzer (1875–1965)
- Gustav Radbruch (1878–1949)
- Albert Einstein (1879–1955)
- Eduard Spranger (1882–1963)
- Charlotte Bühler (1893–1974)
- Erich Fromm (1900–1980)
- Carl Rogers (1902–1987)
- Jean-Paul Sartre (1905–1980)
- Abraham Maslow (1908–1970)
- Carl Friedrich von Weizsäcker (1912–2007)
- Walter Jens (1923–2013)
- Manfred Fuhrmann (1925–2005)